# Pseudochactidae
Pseudochactidae é uma família de escorpiões, da classe Arachnida.

## Gêneros
| Pseudochactas Gromov, 1998       |
| Trogloklammouanus Lourenço, 2007 |